# Distrito de Sivia
El distrito de Sivia es uno de los doce que conforman la provincia de Huanta, ubicada en el departamento de Ayacucho en el Sur del Perú. 
Limita por el Norte con el distrito de Llochegua, por el Este con el distrito de Pichari (departamento del Cuzco), por el Sur con el distrito de Ayna, por el Suroeste con el distrito de Uchuraccay y por el Oeste con el distrito de Santillana. Este distrito se encuentra dentro del zona del VRAEM. 
Con una población estimada de 11,915 hab. este distrito es el más poblado de la provincia. Sus vecinos son principalmente colonos provenientes de la Sierra y la Costa. Su vasta área de 723.39 km² abarca parte de  Sierra y de Selva Alta y es mayor a las de países como Singapur o Andorra. Es código postal para Sivia, la capital, es 05221 y para el resto del distrito es 05220.
Las actividades principales del distrito son la agricultura y el comercio, este último centrado en su capital.

## Historia

### Colonización
Comprendida entre los periodos de 1700 a 1900. La zona comprendida entre Acon, Choymacota e Ipabamba han sido conocidas como la selva alta, siendo los primeros habitantes las tribus nativas de aquel entonces cuyo origen se remontan a la época incaica, como consecuencia de las acciones de colonización que efectuaron los incas con propósitos de proveerse de ciertos productos agrícolas como la hoja de coca, quinina, yuca y otros que no formaban parte de la actividad en el vasto territorio.
Al llegar la época española, se instalaron nuevas formas de colonización, tomando a la religión católica como la base de las exploraciones de la ceja de selva; en 1763 el padre Manuel Briedma fue quien exploró por primera vez el valle del río Apurimac seguido por los franciscanos, los agustinos y los redentoristas que se establecieron en las misiones que se asentaron en el valle de Huanta y San Ramón, todos ellos con el propósito de catequizar y evangelizar a los nativos. Todas estas exploraciones tuvieron una gran resistencia de parte de las tribus nativas, que en determinadas circunstancias diezmaron a las colonizaciones asentadas en la zona comprendida entre el gran Pajonal hasta la comprensión del valle del río Apurimac.
Por los años 1780 surge en los españoles el interés de explorar la zona, con propósitos económicos, para la siembra de la caña de azúcar y otros productos europeos, situación que permitiría que la religión tomara cuerpo llegando a fundarse en 1790 la misión Buenaventura de Quimpitiriqui, por parte de los franciscanos, la misma que se encuentra a solo 3 km de la capital del distrito de Sivia.
Posteriormente, en 1852 llegan nuevos españoles con el interés de explorar la zona, con finalidad de reconstruir las actividades de la orden de los franciscanos, pero fueron cruelmente asesinados por los campas, que se oponían  la creación de nuevos asentamientos humanos ya que se estaban viendo muy  afectados por la invasión de sus vastos territorios.
Pasada la guerra con Chile, en 1884 el valle es explorado por Samanes Ocampo en misión oficial y posteriormente buscando fuentes de riquezas como la fuente dorada, en tanto la población huantina empezó a unirse a la famosa expedición pacificadora del coronel Parra, los que cometieron inhumanos atropellos al abrirse caminos de herradura a sangre y fuego. En 1889 el explorador coronel Portillo hace acto de presencia activa en el valle, llegando a formar centros poblados de mayor importancia, cuya presencia predominante fue de huantinos y huamanguinos.

### Desarrollo de la colonización
En 1910 la misión franciscana se instala formalmente en el actual distrito, donde realizaban obras de catequización y trabajos colectivos en labores productivas y domésticas conjuntamente con la población.
Se caracterizaba por el crecimiento de la población y la dinámica económica siendo principal actividad la agrícola sustentada en plantaciones de productos industriales y frutales, desde ya se convirtieron en uno de los centros de abastecimiento de la demanda regional y nacional.
Esta etapa se inicia con la famosa construcción de los caminos de herradura que permite el mayor flujo de productos, acción esta última emprendida con el Ing. Masías quien mandó a construir entre Tambo y Triboline, como también de Huanta a la zona de Acon pasando por el centro poblado de Ccarhuahuran, Tircus, Mejorada, Rosario Acon, Chuvivana, Quinpitiriqui y otros.
Para 1952 la importancia de las ferias se estaba haciendo cada vez más notable, de manera que en 1960 el gobierno a través del instituto de reforma agraria y colonización inicia una campaña de adjudicación de tierras previa evaluación, que posteriormente lo dirige la misión franciscana en la adjudicación en la jurisdicción de la margen izquierda del río Apurímac.
De 1970 a 1981 hay auge comercial del café y cacao en todo el distrito, motivo por el cual se funda la cooperativa el Quinacho, que es considerada como la pionera del desarrollo del distrito. También se crearon los primeros centros educativos del distrito, como el centro base abierto por el reverendo Carlos Cantella y el Gervasio Santillana.

### Violencia y post-violencia
A partir de 1982, año en que estalla el movimiento subversivo, el recrudecimiento de la situación hace cada vez más problemática la permanencia de la población dedicada a las actividades económicas productivas. En dicha etapa se produjeron acontecimientos negativos en el ámbito del distrito, irradiándose en todo el valle del río Apurímac y Ene, como por ejemplo la migración masiva de la población como consecuencia de incursiones subversivas que forzaban a abandonar sus tierras agrícolas y sus animales en busca de refugio, principalmente hacia las ciudades como Huanta, Ayacucho y Lima entre otras. También hubo numerosas violaciones de los derechos humanos por parte tanto de los movimientos subversivos como de las fuerzas del orden.
De continuar la inestabilidad socioeconómica por la presencia de elementos subversivos, se incrementara la inestabilidad y la inseguridad que afectarían directamente la actividad social y económica de la zona con efectos perniciosos.
El 3 de noviembre de 1983, Sendero Luminoso embosca a la Primera Patrulla Militar en la que fallecieron miembros de la fuerza armada a los que el Presidente Belaunde llamó ¨Héroes del Desarrollo Nacional¨.   
Esta etapa se caracteriza por el esfuerzo mancomunado de los pioneros, autoridades y pobladores en general sobre las gestiones para la ceración del distrito llegándose a concretar el 19 de noviembre de 1992 para iniciar el desarrollo sostenible de todo el distrito y ya en 1995 se llevan a cabo los primeros comicios electorales.
En esta etapa hay presencia de organismos de cooperación internacional, brindando apoyo en productos alternativos para la sustitución de la hoja de coca. En el año 2000 se fracciona el distrito creándose un nuevo distrito en la parte norte con el nombre de Llochegua.
En la actualidad, muchas de estas familias han retomado e iniciado un lento proceso de recuperación y reconstrucción del sistema productivo. Hay mucho anhelo y voluntad de reconstruir y construir: carreteras, centros educativos, servicios de agua, desagüe y otros servicios que les permitan mejorar sus condiciones de vida y ampliar oportunidades de desarrollo. Así como de las familias de los militares que perdieron la vida siguen sendos procesos por los daños colaterales que se produjo en la década de 1980 y 1990.

## Capital

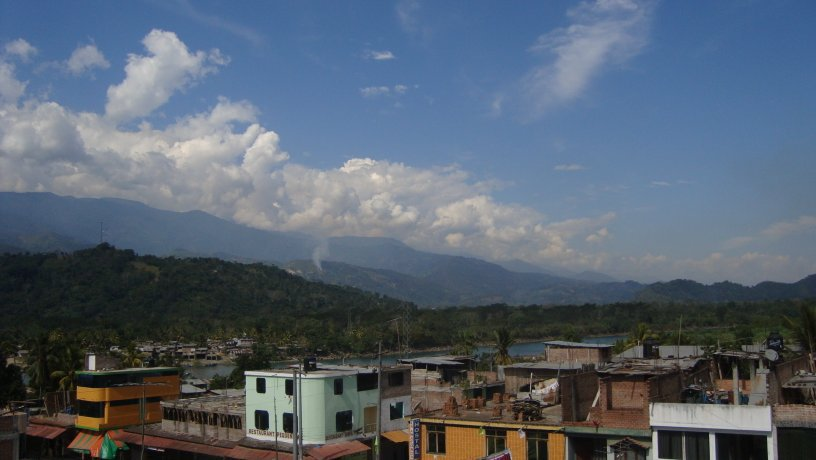
vista de La ciudad de Sivia

Sivia es la capital del distrito del mismo nombre con una población estimada al 2010 de 6 000 habitantes mientras que en el censo 2007 solo contaba con 3319 habitantes este se debe al crecimiento demográfico que presenta esta parte de la selva alta. Está ubicada en la margen izquierda del Río Apurimac a unos 551 msnm, Sivia fue un importante puerto fluvial en la década de los 60,70,80,90 elegido por la Misión Franciscana Española como centro de operaciones en el proceso de colonización de esta parte del país. Inicialmente, el acceso a la capital fue por vía fluvial y área, hasta que en la década del 80 surgen iniciativas para construir la trocha carrozable que conectaría con la vía principal San Francisco-Ayacucho. La ciudad de Sivia está conformado por inmigrantes de la parte andina del departamento, quienes en busca de empleo y mejores oportunidades de vida se han establecido definitivamente 

## Población
Según el informe 2017 del INEI (Instituto Nacional de Estadística e Informática) el distrito de Sivia tiene una población de 10,797 habitantes. Además, la población esta dispersa en 2 zonas, las zonas urbanas y las zonas rurales, según el censo del INEI 2007.:
| Nombre               | Clasificación | Viviendas | habitantes |       |
| -------------------- | ------------- | --------- | ---------- | ----- |
| Sivia                | Urbano        | 867       | 3 319      | 1 469 |
| Triboline            | Urbano        | 189       | 709        | 412   |
| Guayaquil            | Rural         | 108       | 401        | 198   |
| Chuvivana            | Rural         | 128       | 389        | 186   |
| San Gerardo          | Rural         | 117       | 317        | 146   |
| San Juan de Matucana | Rural         | 122       | 309        | 124   |
| rosario acon         | Rural         | 73        | 307        | 112   |
| Huamanpata           | Rural         | 98        | 279        | 105   |
| Monterrico           | Rural         | 61        | 249        | 116   |
| Sanamarca            | Rural         | 61        | 246        | 110   |
| Torrerumi            | Rural         | 58        | 239        | 98    |
| Balsamuyocc          | Rural         | 65        | 231        | 104   |
| Compañía Baja        | Rural         | 78        | 213        | 99    |
| Ramadilla            | Rural         | 47        | 208        | 96    |
| Challhuamayo         | Rural         | 45        | 203        | 103   |
| Tutumbaru            | Rural         | 63        | 202        | 97    |
| Chongos              | Rural         | 66        | 202        | 100   |
| Triboline Alta       | Rural         | 41        | 195        | 93    |
| Compañía Alta        | Rural         | 47        | 191        | 79    |
| Tircus               | Rural         | 37        | 154        | 73    |
| Chola Huaytara       | Rural         | 36        | 152        | 85    |
| Población dispersa   | ---           | 1 178     | 3 241      | 108   |
| Población Total      | ---           | 3 585     | 11 956     |       |

### Zonas urbanas
Las zonas urbanas son Sivia la capital del distrito de Sivia: el cercado de Sivia tiene una población de 3 319 habitantes permanentes y Triboline, el segundo centro poblado más grande del distrito, tiene una población de 709 habitantes.

### Zonas rurales
Debido a lo accidentado de la geografía del distrito de Sivia existen zonas rurales en las cuales se desarrollan actividades agropecuarias.

## Instituciones educativas
La capital del distrito de Sivia cuenta con instituciones emblemáticas como el colegio secundario Gervasio Santillana y la primaria centro base o 38268, también llamado Nuestra Señora de las Mercedes. El distrito en general cuenta con una población estudiantil entre 3-17 años de aproximadamente 3 000 alumnos. Así mismo hay el colegio inicial 312, lo más importante en este distrito siendo que las instituciones educativas están especializadas en etapas tal como se mencionó anteriormente. También existen otras 3 instituciones educativas los cuales son José María Arguedas, Inmaculada Concepción y Ricardo Palma. Estas 6 instituciones educativas son solo de la capital del distrito, habiendo una mayor cantidad en todo su dominio territorial.

## Transporte

### Sivia-Huanta
la carretera Sivia-Huanta es la que tiene el servicio cubierto por las empresas de transporte como Divino Niño, esta ruta tiene servicios tanto de día como de noche. Toma aproximadamente 6-7 horas

### Sivia - Ayacucho
La ciudad de Sivia, capital del distrito homónimo, está a 209 km de la ciudad de Ayacucho a 7 horas aproximadamente siguiendo la ruta Ayacucho-Rosario-Triboline-Sivia, esta ruta actualmente es la más corta sin embargo hay otra ruta actualmente no habilitado Ayacucho- Rosario-Triboline-Granja Sivia-Sivia que acorta aún más la ruta a unos 203km (Rosario es la divisora de la carretera hacia San Francisco y Sivia).
Para llegar a Sivia desde Ayacucho actualmente se toma la empresa que cubre la ruta Ayacucho-Rosario-San Francisco-Pichari, Ccatunrumi unos 225 km y cruzar el río con una embarcación fluvial, Sivia está al frente Pichari y Ccatunrumi. Sin embargo, sí hay empresas de carga y particulares que van desde Ayacucho hacia Sivia diariamente. Sivia está a 209 km de Ayacucho mientras que Pichari esta 218 km.

## Comunicación
Sivia, la capital del distrito homónimo, cuenta con servicios de telefonía móvil (Claro y Movistar), servicios de distribución de televisión por suscripción (Movistar TV y DirecTV), telefonía pública (Claro y Movistar), operadoras de Internet por satélite y próximamente internet por banda ancha.

## Turismo

### Zoológico de Sivia

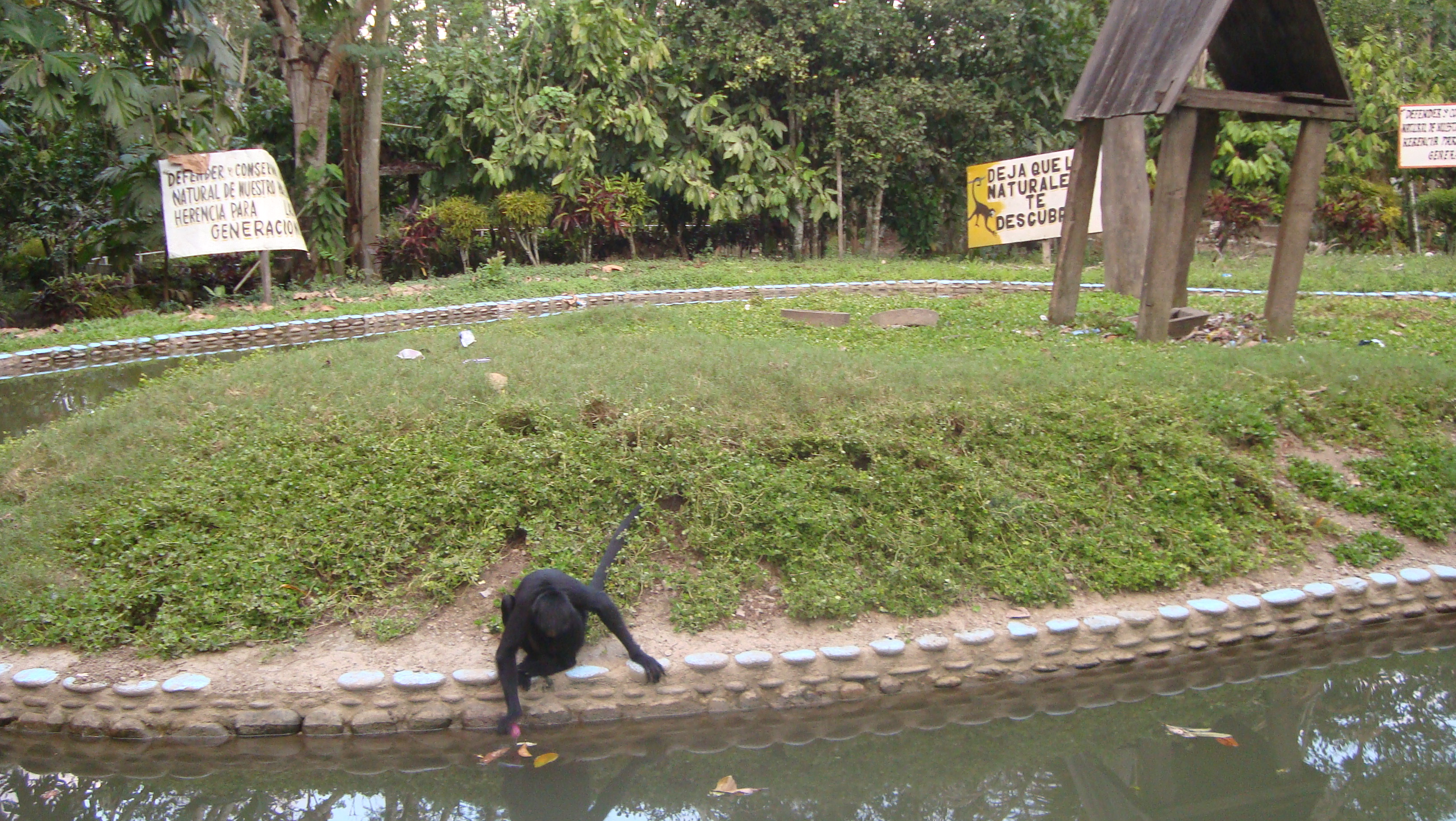
Zoológico de Sivia

Ubicado en la ciudad de Sivia y conocido por preservar la fauna y la flora del Vrae, también es identificado como un parque natural en el que se puede encontrar desde orquídeas hasta felinos como el otorongo.

## Actualidad y proyectos distritales

### Construirán puente de 315m entreSiviayPichari
El mes de marzo de 2010 las municipalidades de Sivia y Pichari firmaron un acuerdo para la construcción de un futuro puente entre ambos distritos. la ruta Ccatunrumi-Pichari tarda menos de 10 minutos y Sivia está al frente de Ccatunrumi, para llegar hacia a Sivia se tiene que cruzar el río Apurimac. Entre las posibles ubicaciones del puente estarían los siguientes:
- Entre Pichari y Granja Sivia Baja (Sivia) tiene ventaja ya que la carretera afirmada de ancho promedio de 7,20m encuentra en muy buen estado y el recorrido sería mucho menor.
- Entre Sivia y Ccatunrumi (pichari); por la cuarta cuadra de la Av. 8 de diciembre (Sivia) esta alternativa tiene una desventaja ya que Ccatunrumi se inunda en invierno
- Entre Sivia y nuevo ccaturumi (pichari); por el río Paltaihuaycco (Sivia), esta alternativa sería lo más viable ya que esta parte no sufre inundación durante la época de verano y además permitiría la urbanización de Pampa aurora (Sivia) y se daría vivienda a familias necesitadas.